# De Vylder Vinck Taillieu
De Vylder Vinck Taillieu is een Belgisch architectenbureau dat opgericht werd in 2010. 

## Geschiedenis
Jan De Vylder, Inge Vinck en Jo Taillieu werkten voor Stéphane Beel Architecten en begonnen in 2010 samen te werken. 

## Bekende werken
- Huis in het bos (Gent)[1]
- Het palais des Expo (Charleroi)
- Psychiatrisch Centrum Caritas (Melle)
- Rectoraat en de Economiefaculteit van de UGent (Gent)

## Erkentelijkheden
- 2012 - BSI Swiss Artchitectural Award
- 2012 - Biënnale van Venetië[2][3]
- 2016 - Schelling Architekturpreize
- 2018 - Biënnale van Venetië
- 2018 - prijs voor jong en beloftevol werk (Biënnale van Venetië)[4]
- 2018 - Zilveren Leeuw[5]
- 2019 - nominatie Mies van de Rohe prijs[6]